# Clay megye (Dél-Dakota)
Clay megye az Amerikai Egyesült Államokban, azon belül Dél-Dakota államban található. Megyeszékhelye és legnagyobb városa Vermillion. Lakosainak száma 14 967 fő (2020. április 1.). Clay megye Turner, Lincoln, Union, Dixon, Cedar és Yankton megyékkel határos.

## Népesség
A megye népességének változása:
| Lakosok száma | 13 851 | 14 035 | 14 096 | 13 935 | 13 964 | 14 967 |
|               | 2010   | 2011   | 2012   | 2013   | 2015   | 2020   |